# しまさこにゃん

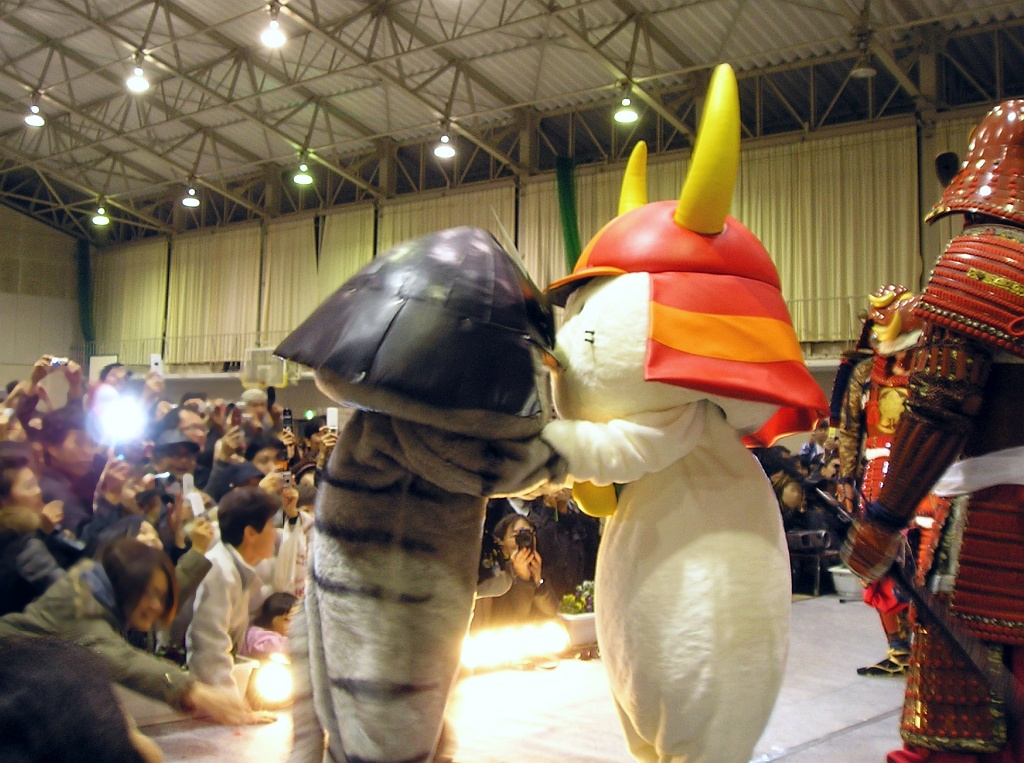
「ひこにゃん」（中央右）と握手する「しまさこにゃん」 - 彦根市（2007年（平成19年）11月）

しまさこにゃんは、ひこね「街の駅」戦国丸（花しょうぶ通り商店街、滋賀県彦根市河原町）のマスコットキャラクター。通称「さこにゃん」。
コミュニティFM局のエフエムひこねでパーソナリティを務める山本ひまりが、「国宝・彦根城築城400年祭」のキャラクターである「ひこにゃん」を引き立てるために、戦国時代の武将・島左近由来のキャラクターとしてイラストを描いたのがはじまり。後に島左近の主君である石田三成をモデルにした「いしだみつにゃん」も作られた。「敵キャラとして作られた」と言われているのは誤解、との作者のコメントがある。
2008年（平成20年）10月25日 - 26日に開催された「ゆるキャラまつりin彦根 〜キグるミサミット2008」では、ひこにゃんと並んでホスト役となった。

## 設定
はっきりと明言されているわけではないが、島左近が猫に転生したという設定でメディア展開されている。プロフィールによると、400年前から城下町の七曲がり仏壇街の古い蔵にひそかに暮らしていたらしい。性格は「粗野で無骨、普段は飄々としていてそれでいて切れ者」であり、「でも心根は優しく、いつも義理と人情に命を懸ける」とされている。司馬遼太郎の小説『関ヶ原』を読んで泣くなど涙もろいところもある。好物は日本酒やどぶろく。特技は奇襲戦法や待ち伏せ作戦。

## いしだみつにゃんとの関係
かつての主君である石田三成こといしだみつにゃんとは、2008年（平成20年）4月6日に佐和山山頂で行われたイベント内で400年ぶりの再会を果たした。現在いしだみつにゃんとはひこね「街の駅」戦国丸で一緒に暮らしており、地元イベントや、戦国関連の催しなどに二人揃って参加している。またふたりの生活は同組合ブログ内にて写真つきで不定期報告されている。ひょうきんで元気いっぱいのしまさこにゃんにいしだみつにゃんが辟易するといった内容のショートストーリー仕立ての日記が多いが、基本的にはとても仲の良い主従として表現されている。